# ای. پی. کارتر
ای پ کارتر (انگلیسی: A. P. Carter؛ ۱۵ دسامبر ۱۸۹۱ – ۷ نوامبر ۱۹۶۰) یک موسیقی‌دان اهل ایالات متحده آمریکا بود.